# Ivan Kapistran
Sveti Ivan Kapistran (tal.: Giovanni da Capestrano, lat.: Ioannes Capistranus; Capestrano Aquila, Abruzzo, 24. lipnja 1386. – Ilok, 23. listopada 1456.), franjevački propovjednik, svetac Katoličke Crkve. Jedan je od najglasovitijih propovjednika svih vremena.

## Životopis
Bio je učenik Bernardina Sijenskoga, kojemu pomaže u reformi reda. Bio je inkvizitor protiv franjevaca-buntovnika (fraticelli). Kasnije je bio apostolski legat u raznim zemljama te gorljiv protuhusitski propovjednik, koji obilazi cijelu srednju Europu i propovijeda križarski rat protiv Turaka.
Studirao je pravo na Sveučilištu u Perugi. Bio je pravnik u Napulju. Po nalogu kralja Ladislava, postao je sudac u Perugi. Oženio se kćerkom najbogatijeg čovjeka u gradu. Za vrijeme građanskog rata, završio je nepravedno u zatvoru, a žena mu je umrla. Budući da se oženio neposredno prije rata, nije stigao konzumirati brak. Zbog oduzete imovine, narušena društvenog položaj i smrti supruge, odlučio se povući iz svjetovnog života i postao je franjevac.
Kao glasoviti propovjednik putovao je širom Europe, a ljudi su dolazili u velikom broju da ga čuju. Zabilježena su čudesna ozdravljenja, kada je položio križ na bolesnike. U Češkoj je obratio mnoge husite. Nagovarao je despota Đurađa Brankovića da sa svojim narodom prijeđe na katolicizam. Kad su u lipnju 1456. Turci pod Mehmedom II. udarili na Beograd, Kapistran je skupio četu križara, sastavljenu od franjevaca, seljaka, građana i profesionalnih vojnika, te je 22. srpnja uz Janka Hunyadija nanio Turcima težak poraz.
Napisao je više moralističkih (Speculum conscientiae), apologetskih i crkvenopravnih djela, te rasprava i pisama, koja su djelomično objavljena. Bio je prvi gvardijan samostana franjevaca opservanata na otoku Svetog Andrije kod Rovinja, a spominje se u pismu pape Nikole V. od 17. prosinca 1453.
Podlegao je kugi, koja je harala kršćanskim taborom, 23. listopada 1456. u Iloku, gdje je i pokopan, kako je zatražio u svojoj oporuci. Želja mu je bila da u Iloku trajno borave franjevci, što mu se i ostvarilo, premda je grad bio u turskim rukama oko 160 godina. U Iloku se nalazi crkva sv. Ivana Kapistrana i njegova slika iznad oltara.
Istok slavi Preobraženje Isusovo od 7. stoljeća. Zapadna crkva unijela ga je u svoj kalendar tek 1457. godine, i to u slavu pobjede kršćanske vojske nad Turcima kod Beograda. Zaslužni za tu pobjedu nad Turcima bili su Janko Hunjadi i Ivan Kapistran čime su zaustavili prodor Turaka ka sjeveru. Obojica su kratko nakon pobjede umrli, prvi u Zemunu, a drugi u Iloku.